# Serveis Balears de Televisió
Serveis Balears de Televisió (SBT) és una societat limitada propietat de Jacint Farrús Sarrado dedicada a la realització i producció de programes de televisió i d'audiovisuals amb seu a Mallorca. L'empresa està integrada per les societats Canal 4, a la que prestava serveis, i OTNIS. Serveis Balears de Televisió va ésser des de l'any 2005 i fins al 25 de febrer de 2011 l'empresa encarregada del servei de notícies de la ràdio i la televisió de l'Ens Públic de Radiotelevisió de les Illes Balears. Contractada per tres anys, es va rescindir el contracte en setembre de 2010 per la mala qualitat dels serveis informatius.